# Ischasia cuneiformis
Ischasia cuneiformis är en skalbaggsart som beskrevs av Fisher 1952. Ischasia cuneiformis ingår i släktet Ischasia och familjen långhorningar. Inga underarter finns listade i Catalogue of Life.